# 로스켈리누스
로스켈리누스(Roscellinus, 1050경-1124경)는 프랑스의 스콜라 철학자이다. 보편 논쟁에 있어서의 유명론 최초의 대표자이다.
콩피에뉴에서 태어나 소피스트인 요하네스 밑에서 변증(논리)을 배웠다. 교회참사회원(敎會參事會員)으로 논리를 교수하고 신학 문제에 변증적(辨證的) 방법을 적용하였다. 삼신론(三神論)을 가르쳤다는 이유로 수아송 종교회의에서 오류 취소를 요구받고 이를 철회하기도 했다. 다시 교수를 시작하여 투르, 로슈(여기에서 아벨라르두스를 제자로 삼았다), 브장송 등에서 활약하였다. 태어난 해와 죽은 해는 명확하지 않다.
스코투스 에리우게나로부터 안셀무스에 이르는 전통적인 실재론적 견해에 대해 명백히 유물론을 제창한 로스켈리누스와, 극단적인 형태로 실념론(實念論)을 주장하는 샹포의 기욤의 출현은 보편 논쟁의 대립을 첨예화하였다. 그가 쓴 저작은 전해지는 것이 별로 없고, 그가 가르친 것과 논적들이 그가 가르쳤다고 하여 책망하는 것을 구별하기는 매우 어렵다. 아벨라르두스에게 보낸 편지에 그의 학설이 전해지는 데 지나지 않는다.